# Sophie Allart (peintre)
Pour la biochimiste du même nom, voir Sophie Allart.
Sophie Allart, dite aussi Sophie Gabriac après son mariage en 1836, est une artiste peintre française, née à Paris le 28 février 1804 et morte à Rome le 18 février 1870. Élève d'Ingres, spécialiste du portrait, elle expose au Salon de 1827 à 1834, puis une dernière fois en 1843.

## Biographie

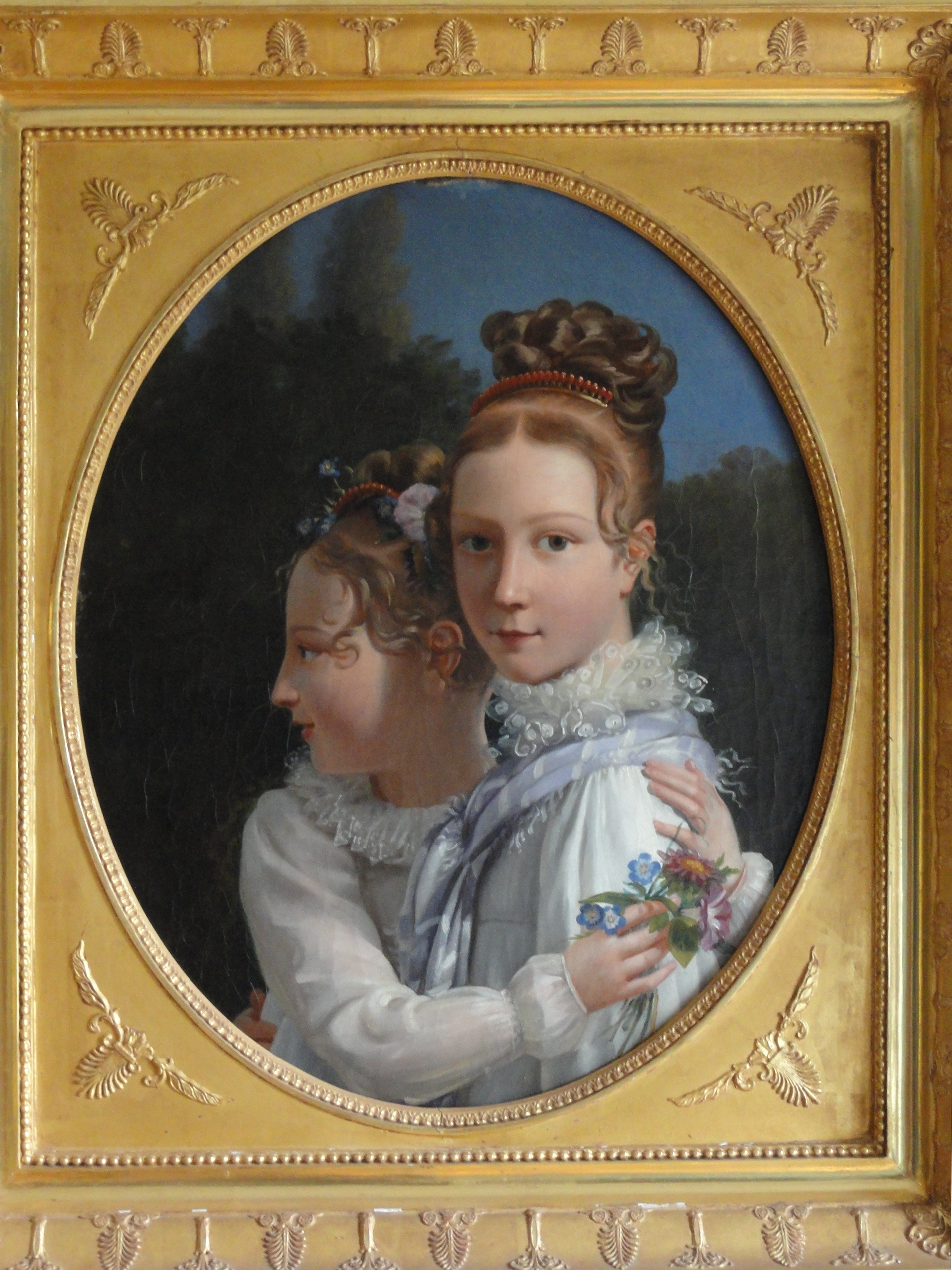
Louis Ducis, Portrait des sœurs Hortense et Sophie Allart, 1815 (Châtenay-Malabry, Maison de Chateaubriand)

Née à Paris le 8 ventôse an XII (28 février 1804), Sophie-Marie-Gabrielle Allart est la fille de l'homme d'affaires Gabriel Allart et de la traductrice et romancière Marie-Françoise Gay, dite Mary Gay. Sa sœur aînée, Hortense Allart, deviendra aussi une femme de lettres.
Sophie Allart devient l'élève d'Ingres après le retour de celui-ci à Paris à l'automne 1824 et développe avec lui une amitié durable.
Elle réalise au cours des années 1820 pour le duc d'Orléans (le futur roi Louis-Philippe) de nombreuses peintures pour sa collection de tableaux, dont plusieurs copies de portraits anciens, mais aussi des portraits de certains de ses fils,.
Grande voyageuse comme sa mère avant elle, elle multiplie les séjours en Italie. Son premier voyage connu à Rome remonte à 1826. Dès 1827, elle était de retour à Paris pour soumettre pour la première fois ses tableaux au Salon : une Étude d'après nature et un portrait.
Au cours d'un séjour à Rome, elle fait la connaissance d'un négociant français établi dans cette ville, Benjamin Gabriac, qu'elle épouse en 1836.
Sophie Gabriac meurt à Rome le 18 février 1870 et est inhumée dans le cimetière anglais de la ville.
Des tableaux de Sophie Allart sont notamment conservés au musée Condé de Chantilly, au musée des Beaux-Arts et d'Archéologie de Troyes et à la Maison de Chateaubriand de Châtenay-Malabry.

## Œuvres

### Expositions collectives
Liste par ordre chronologique
- Paris, Salon de 1827 :
  - Étude d'après nature (no 3)
  - Un portrait (2e supplément, no 1592)

- Paris, Salon de 1831 :
  - Portrait de M. Anatole O'D. (2e supplément, no 2671)  — Probablement un portrait de Sigismond Anatole O'Donnell (1822-1879), fils de sa cousine germaine Élisa-Louise Gay.

- Paris, Salon de 1833 :
  - Portrait de M. J. Vatout (no 21) — Portrait de Jean Vatout
  - Portrait de Mme M... (no 22)
  - Portrait de Mlle ... (no 23) — Probablement la fille de Henri Duval[9]

- Paris, Salon de 1834 :
  - Portrait de Mlle Louise L... (no 20)
  - Portrait d'enfant (no 21)
  - Portrait d'une jeune fille (no 22)

- Marseille, Salon, 1842 (sous le nom de Mme Sophie Gabriac)
  - Une jeune romaine (no 34)
  - Jeune paysanne des environs de Rome. (Portrait.) (no 35)

- Paris, Salon de 1843 (sous le nom de Mme Gabriac) :
  - Odalisque (no 467), huile sur toile, 75 × 63 cm, Troyes, musée des Beaux-Arts et d'Archéologie (musée Saint-Loup), numéro d'inventaire 875.3.4[6].

### Copies
Copies réalisées pour le duc d'Orléans
- Madame de La Vallière (d'après une miniature originale ayant appartenu à Marie-Adélaïde de Bourbon, duchesse d'Orléans), 1823, 76,2 × 50,8 cm , exposé en 1825 au Palais-Royal[3] ; détruit dans l'incendie du château de Neuilly en 1848[10].
- Élisabeth-Charlotte d'Orléans, duchesse de Lorraine, 1823, 73,66 × 53,34 cm, exposé en 1826 au Palais-Royal[11] ; détruit dans l'incendie du château de Neuilly en 1848[10].
- Charles de France, duc de Berry, 1823, 68,58 × 55,88 cm, exposé en 1826 au château d'Eu[12] ; endommagé lors du pillage du Palais-Royal en 1848[13].

- Louis de France, duc de Bourgogne (1682-1712), copie d'après François de Troy, huile sur toile, 73 × 63 cm, collection de la reine Marie-Amélie (1866), puis de son fils le duc d'Aumale ; Chantilly, musée Condé, numéro d'inventaire PE 650[5] ; restauré à titre gracieux en 2000 par Florence Adam ; anciennement connu sous le titre de Portrait de Charles, duc de Berry, fils du Grand Dauphin (1686-1714)[14].
- Mademoiselle de Clermont (d'après un pastel de Rosalba Carriera), 1823, 68,58 × 55,88 cm, exposé en 1826 au Palais-Royal[15] ; vendu aux enchères à Paris le 28 avril 1851 et jours suivants[16].
- Anne-Charlotte de Lorraine, abbesse de Remiremont, 1823, 73,66 × 50,8 cm, exposé en 1826 au Palais-Royal[17] ; détruit dans l'incendie du château de Neuilly en 1848[10].
- Charles-Ferdinand-Louis-Philippe-Emmanuel d'Orléans, duc de Penthièvre, 1824, 55,88 × 45,72 cm, exposé en 1826 au château d'Eu[18].
- Henri-Eugène-Philippe-Louis d'Orléans, duc d'Aumale, 1824, 53,34 × 45,72 cm, exposé en 1826 au Palais-Royal[19] ; endommagé lors du pillage du Palais-Royal en 1848[13].

Copies réalisées pour le roi Louis-Philippe ou l'État
- Portrait du roi Louis-Philippe, copie, huile sur toile, achat par commande à l'artiste en 1831, payé 800 francs, en dépôt depuis 1841 à la mairie d'Aurillac, collection du Centre national des arts plastiques, inventaire FNAC PFH-6041[20],[21].
- Portrait du roi Louis-Philippe, copie, huile sur toile, 255 × 190 cm, achat par commande à l'artiste en 1831, payé 800 francs, en dépôt à la mairie de Bourges, collection du Centre national des arts plastiques, inventaire FNAC PFH-4342[22],[23].
- Portrait de Gaston d’Orléans, copie réalisée pour le roi Louis-Philippe, 1833[24], localisation actuelle inconnue.
- Portrait du cardinal de Richelieu, copie réalisée pour le roi Louis-Philippe, 1833[24], localisation actuelle inconnue.
- Portrait en buste du maréchal Davoust, copie réalisée pour le roi Louis-Philippe pour l'hôtel des Invalides, 1834[25], localisation actuelle inconnue.

### Autres
- Portrait d'Hortense Allart (sœur de l'artiste), Rome, vers 1829, huile sur toile, 46,5 × 38,2 cm, Châtenay-Malabry, Vallée-aux-Loups (Maison de Chateaubriand), D P 961.4[7].
- Deux femmes au puits, 1852, huile sur toile, 32,5 × 24 cm, vente aux enchères Auctie's (en ligne), 15 août 2024, lot 193[26].

Œuvres de Sophie Allart
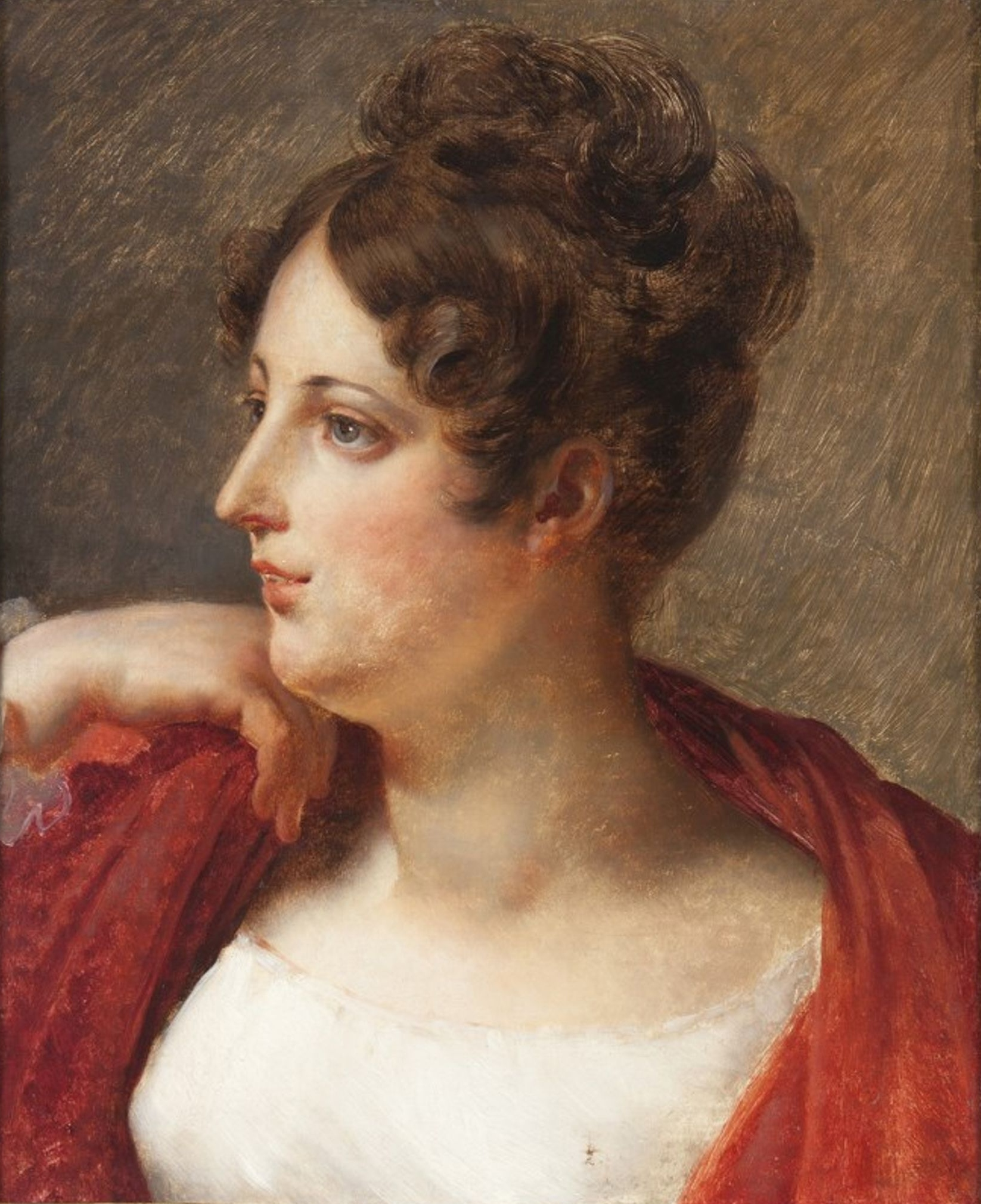
Portrait d'Hortense Allart, peint à Rome vers 1829 alors qu'elle séjournait chez sa sœur, Châtenay-Malabry, Vallée-aux-Loups (Maison de Chateaubriand)
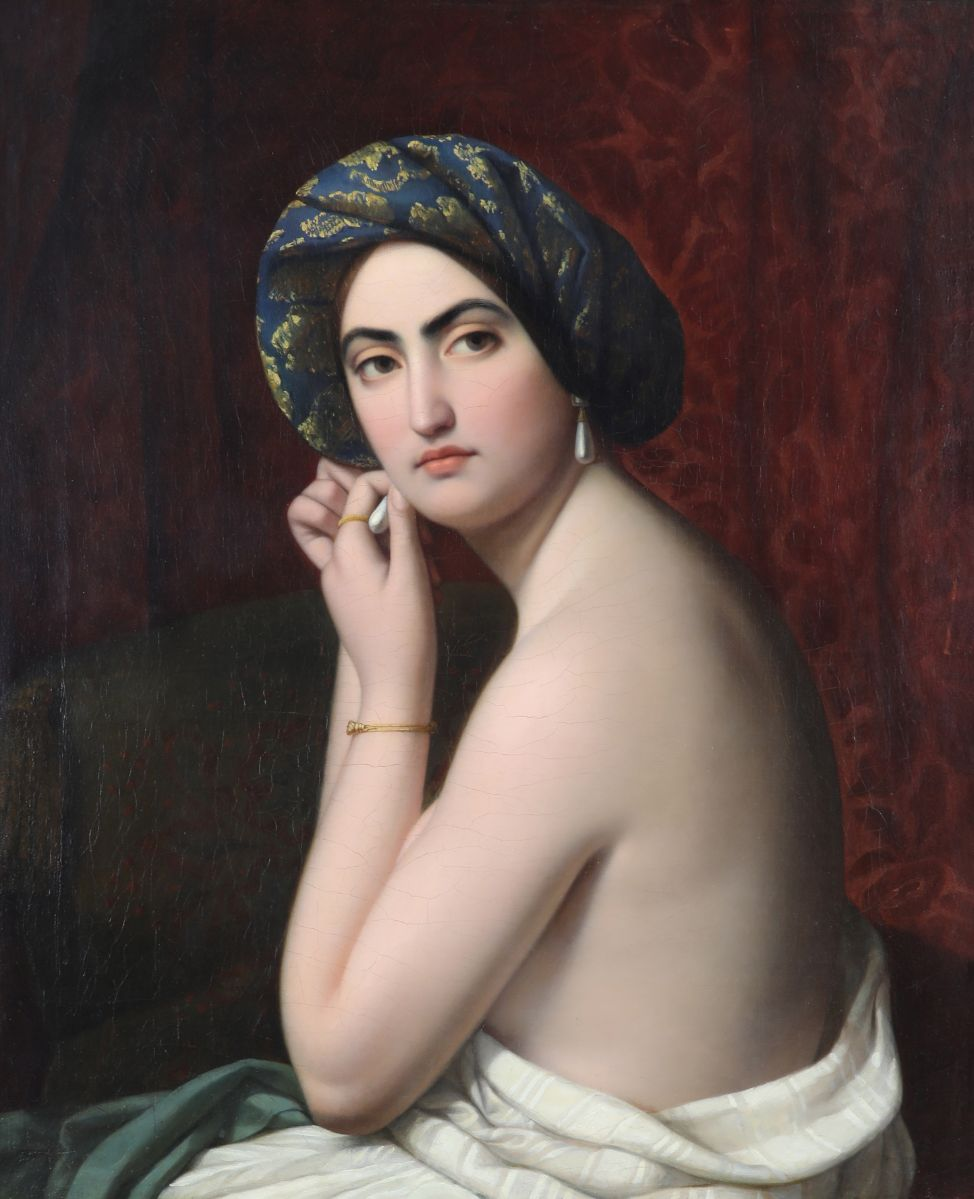
Odalisque, Salon de 1843, Troyes, musée des Beaux-Arts et d'Archéologie (musée Saint-Loup)
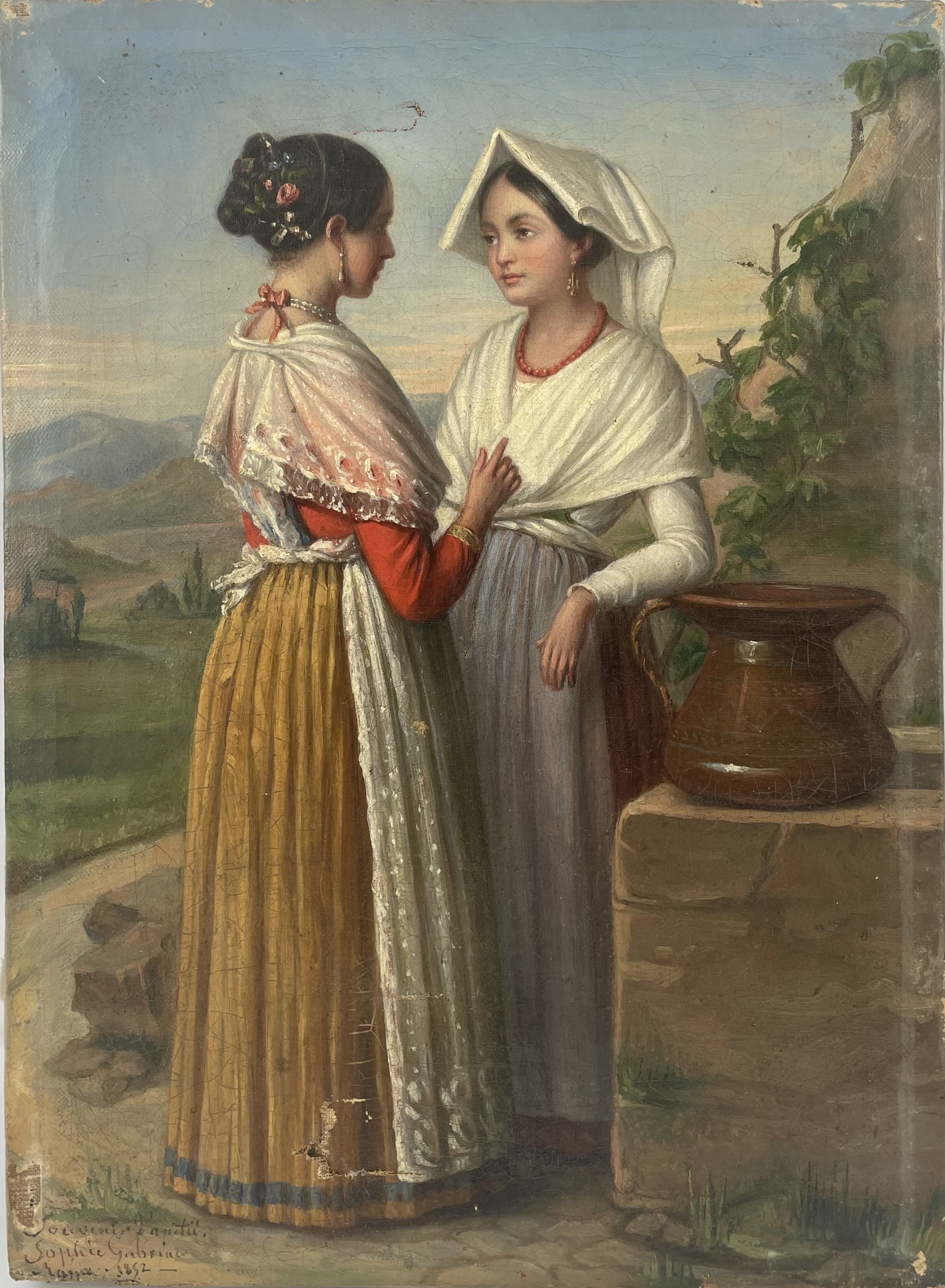
Deux femmes au puits, 1852, localisation inconnue (vente 2024)

## Réception critique
- À propos du Portrait de Jean Vatout présenté au Salon de 1833 : 
  - « En parcourant rapidement ces deux lignes de peintures médiocres qui remplissent toute la grande galerie, au milieu de ce moyen-âge défiguré, de ces scènes d'intérieur si vulgaires et si niaises qui se reproduisent à chaque pas, j'ai été frappée par un portrait que recommandent son extrême ressemblance et la franchise de son exécution: c'est celui de M. Vatout, membre de la Chambre des Députés, par Mlle Allart. Ce charmant petit tableau et deux autres portraits du même artiste, nous révèlent un bon peintre de plus dans une femme, et même une jeune personne, ce qui doit, mesdemoiselles, vous intéresser doublement. En examinant avec attention les ouvrages de Mlle Allart, vous verrez comment on peut avoir de la grâce sans afféterie; et, quoique jeune, délicate et modeste, arriver, par des études consciencieuses, à une sévérité de goût, une fermeté de dessin, une vérité de coloris, que les hommes n'atteignent pas toujours[27]. »
- À propos des tableaux présentés au Salon de 1834 :
  - « Un portrait de Mlle Louise L. et une tête de jeune fille, placés dans la première travée de la grande galerie, prouvent que Mlle Allart a parfaitement tenu tout ce que l'exposition de l'année dernière promettait, et justifient pleinement mes éloges et mes espérances. Il y a dans le dessin et le coloris de cette jeune artiste une recherche consciencieuse de la vérité, et cette parfaite convenance, ce bon goût qui conviennent si bien aux femmes[28]. »